# Кардањано Алто (Мачерата)
Кардањано Алто (итал. Cardagnano Alto) насеље је у Италији у округу Мачерата, региону Марке.
Према процени из 2011. у насељу је живело 39 становника. Насеље се налази на надморској висини од 489 м.